# Zoltán Fábri
Zoltán Fábri (Budapest, 15 ottobre 1917 – Budapest, 23 agosto 1994) è stato un regista ungherese.

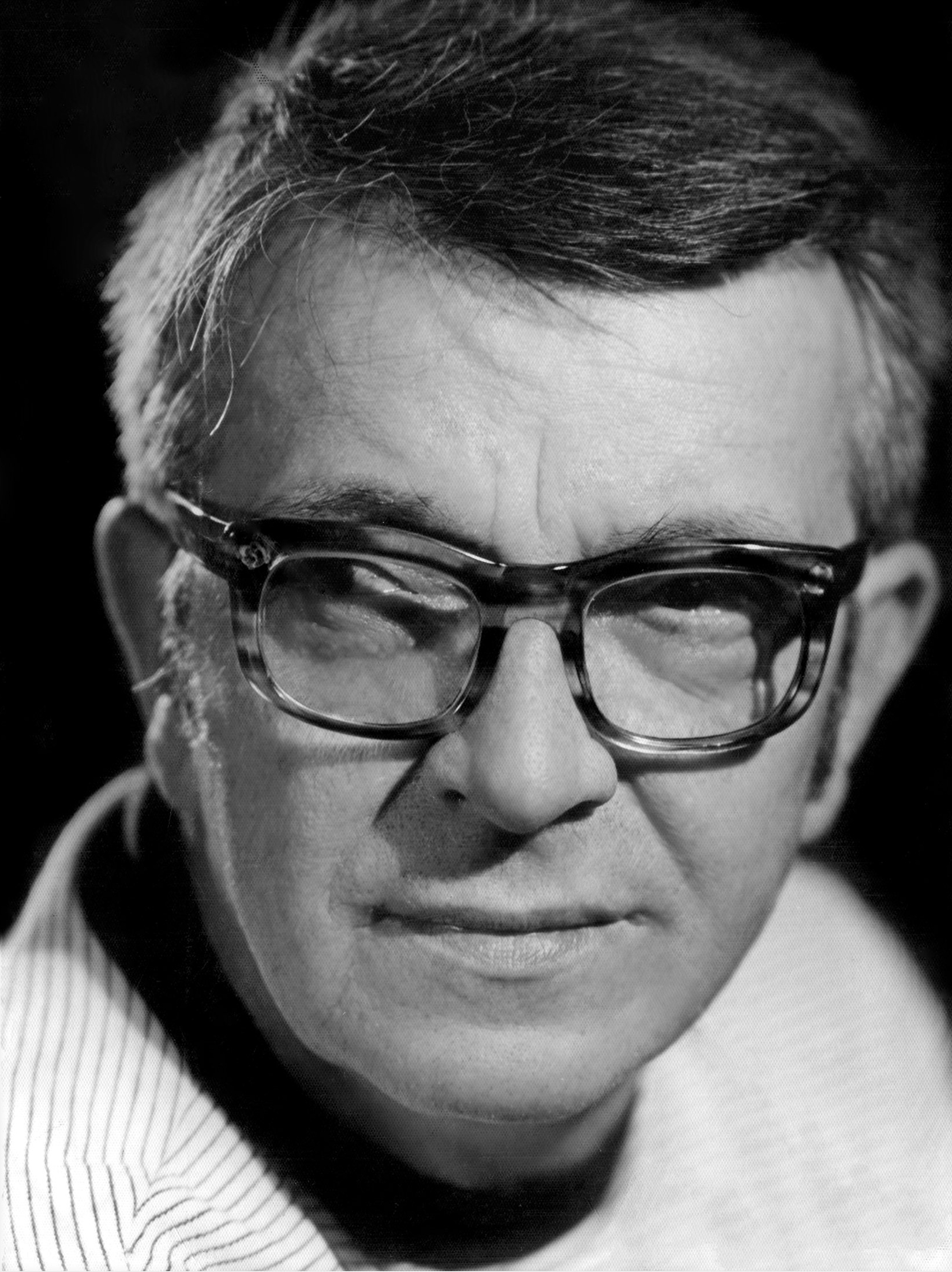
Zoltán Fábri

Ha diretto vari film, tra cui Due tempi all'inferno (1962), I ragazzi della via Pál (1969) e Ungheresi (1979).

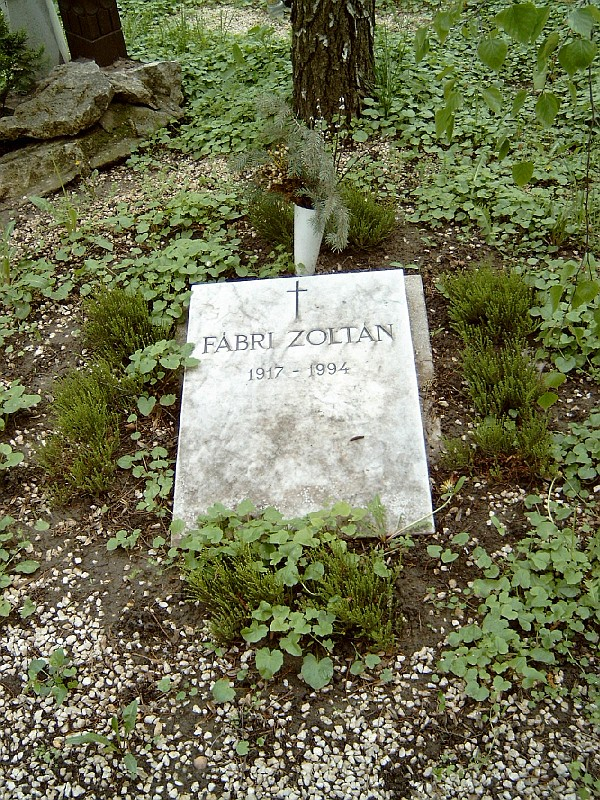
Tomba di Zoltán Fábri.

## Biografia
Zoltán Fábri fu uno dei maggiori esponenti del cinema ungherese e attualmente è considerato il ”leader” del cinema magiaro. Fece studi da pittore e quindi da attore, divenendo prima uno tra i più apprezzati interpreti e quindi - a 24 anni - tra i più intelligenti registi del Teatro Nazionale di Budapest. Autore raffinato e sottilmente critico diresse il primo film, La tempesta, nel 1952, ma si mise internazionalmente in luce nel 1955 con Carosello, e successivamente vincendo il massimo premio a Karlovy Vary con Il professor Annibale (1956), una forte tragicommedia sugli anni del fascismo. Confermate le sue doti di autore caratterizzato da un forte impegno morale, in altre pellicole - tra cui la migliore è forse Due mezzi tempi all'inferno, sulle vicende di un lager nazista - ha dato il suo miglior film e forse uno dei più stimolanti film del”disgelo”, nel 1964 con Venti ore, premiato al Festival di Mosca del 1965. In questo film, senza mai venire meno a una coerenza ideologica e morale pluriennale, Fábri si apre ad una visione problematica delle ragioni storiche e individuali che coesistettero attorno agli avvenimenti dell'ottobre ungherese. Nel 1977 viene di nuovo premiato a premiato al  Festival di Mosca con Il quinto sigillo.

## Filmografia
- 1952 La tempesta (Vihar)
- 1954 Quattordici vite salvate (Életjel)
- 1955 Carosello (Körhinta)
- 1956 Il professor Annibale (Hannibál tanár úr)
- 1957 Bolond április
- 1958 Anna (Édes Anna)
- 1961 Dúvad
- 1962 Due tempi all'inferno (Két félidő a pokolban)
- 1963 Il buio nel giorno (Nappali sötétség)
- 1964 Venti ore (Húsz óra)
- 1966 Fine stagione (Utószezon)
- 1968 I ragazzi della via Pál (A Pál utcai fiuk)
- 1969 La famiglia Tot (Isten hozta örnagy)
- 1971 Le monache (Hangyaboly)
- 1972 Giorno più, giorno meno (Plusz-mínusz egy nap)
- 1975 141 perc a befejezetlen mondatból
- 1976 Il quinto sigillo (Az ötödik pecsét)
- 1978 Ungheresi (Magyarok)
- 1980 Fábián Bálint találkozása Istennel
- 1982 Requiem
- 1983 Gyertek el a névnapomra